# Hrabstwo Fond du Lac
Hrabstwo Fond du Lac (ang. Fond du Lac County) – hrabstwo w stanie Wisconsin w Stanach Zjednoczonych.
Obszar całkowity hrabstwa obejmuje powierzchnię 765,80 mil² (1983,41 km²). Według szacunków United States Census Bureau w roku 2009 miało 100 070 mieszkańców. Jego siedzibą administracyjną jest Fond du Lac.
Hrabstwo zostało utworzone w 1836. Nazwa pochodzi od francuskiego wyrażenia, które oznacza "dno jeziora".
Na obszarze hrabstwa znajdują się rzeki Fond du Lac, Grand, Killsnake, Milwaukee, Mullet, Rock i Sheboygan oraz 42 jeziora.

## Miasta
- Alto
- Ashford
- Auburn
- Byron
- Calumet
- Eden
- Eldorado
- Empire
- Fond du Lac – city
- Fond du Lac – town
- Forest
- Friendship
- Lamartine
- Marshfield
- Metomen
- Oakfield
- Osceola
- Ripon – city
- Ripon – town
- Rosendale
- Springvale
- Taycheedah
- Waupun

## CDP
- St. Peter
- Taycheedah
- Van Dyne

## Wioski
- Brandon
- Campbellsport
- Eden
- Fairwater
- Mount Calvary
- North Fond du Lac
- Oakfield
- Rosendale
- St. Cloud